# Сан-Мигель-и-Эрсе, Виктор Леон Эстебан
Виктор Леон Эстебан Сан-Мигель-и-Эрсе (исп.  Victor León Esteban San Miguel y Erce OCD, 21 апреля 1904 года,  Испания – 4 апреля 1995 года) — католический прелат, епископ, викарий апостольского викариата Кувейта с 31 мая 1976 года по 5 ноября 1981 год, член монашеского ордена босых кармелитов.

## Биография
1 июня 1928 года Виктор Леон Эстебан Сан-Мигель-и-Эрсе был рукоположён в священника в монашеском ордене босых кармелитов. 17 марта 1966 года Святой Престол назначил его апостольским администратором апостольского викариата Кувейта. 
31 мая 1976 года Римский папа Павел VI назначил Виктора Леона Эстебана Сан-Мигеля-и-Эрсе  титулярным епископом Русуббикари и викарием апостольского викариата Кувейта. 16 июля 1976 года состоялось рукоположение Виктора Леона Эстебана Сан-Мигеля-и-Эрсе в епископа, которое совершил апостольский пронунций в Кувейте и титулярным архиепископом Дионисиполиса Жан-Эдуард-Люсьен Рупп в сослужении с апостольским пронунцием в Иране и титулярным архиепископом Диоклецианы Аннибале Буньини и архиепископом Багдада Эрнестом-Мари де Жезу-Ости Шарлем Альбертом Ньари. 
5 ноября 1981 года Виктор Леон Эстебан Сан-Мигель-и-Эрсе  подал в отставку. Скончался 4 апреля 1995 года. 